# Indira Daimonji
Indira Daimonji Conocida más bien simplemente como "Indy",es un personaje creado exclusivamente para la sexta serie animada del personaje de Marvel: Spider-Man "(Spider-Man: The New Animated Series)" creada en 2003 y televisada por la cadena de videos MTV.
La trama de la serie, que fue una breve e independiente continuación de la película estrenada en 2002 hizo que se creara un nuevo personaje para las aventuras románticas de Peter Parker. Apareció en 7 de los 13 episodios de la serie, su voz para la versión en España la dobló Olga Velasco, mientras para la versión en Latinoamérica fue hecha por la maestra del doblaje Rossy Aguirre.

## Personalidad
"Indy" es una chica que sueña ser la reportera estrella de "Imperio Uno". En sus apariciones ella era la rival de Mary Jane Watson, por su interés romántico con Peter Parker en "Imperio Uno" (Empire Studio One Television) que era la empresa de televisión donde trabajaba. Su carácter mostraba un intenso afecto, extravagante y desenfrenada por Peter Parker a lo que Parker al conocerla más a fondo, supo que era más bien ayudante del productor, no se detenía por nada para conseguir alguna noticia que para ella fuera importante y así poder realizar sus anhelos.

## Historia
Conoce a Peter en el capítulo "Rehén" y desarrolla una relación amorosa hacia él. A lo largo de la serie ayuda a Peter en múltiples ocasiones: logra identificar a la persona del video que Peter tomo de la conferencia de prensa del alcalde de Nueva York como Sable de Plata, en el capítulo "Flash El genio" logra que Spiderman alcance a Flash para poder curarlo, en el capítulo "Juegos mentales parte 2" averigua el lugar dónde los mellizos Gaines tenían atada y amordazada a Mary Jane.
Aunque en dos ocasiones su vida corrió peligro: en el capítulo "Cámara escondida" ella y Mary Jane son atadas y amordazadas, junto con Harry Osborn, por el cómplice de Sable de Plata a manera de cebo para que Peter entregue el video que tomo de la conferencia del alcalde. En esa ocasión logró salir ilesa.

## Probable Muerte
En el Capítulo 13: "Juegos Mentales (Segunda Parte)" ella es empujada sin intención de la cima de un edificio por el Hombre araña al ser hipnotizado y confundido por los "Mellizos Gaines", cuando ella trataba obtener un reportaje dejándola como consecuencia en un coma del que tal vez jamás despertaría, hecho que no tuvo continuación ya que éste fue el último episodio de la serie.

## Capítulos
Los capítulos donde apareció fueron:
- Capítulo 06: Rehén(Primera Aparición)
- Capítulo 07: De Cabeza
- Capítulo 09: Flash El Genio
- Capítulo 10: Cámara Escondida
- Capítulo 11: Cuando Hay Chispas
- Capítulo 12: Juegos Mentales (Primera Parte)
- Capítulo 13: Juegos Mentales (Segunda Parte)